# Гарісан
Гарісан (перс. هريسان) — село в Ірані, у дегестані Каре-Чай, у Центральному бахші, шагрестані Саве остану Марказі. За даними перепису 2006 року, його населення становило 686 осіб, що проживали у складі 168 сімей.

## Клімат
Середня річна температура становить 17,26 °C, середня максимальна – 35,65 °C, а середня мінімальна – -3,52 °C. Середня річна кількість опадів – 265 мм.
| Клімат поселення                              | Клімат поселення | Клімат поселення | Клімат поселення | Клімат поселення | Клімат поселення | Клімат поселення | Клімат поселення | Клімат поселення | Клімат поселення | Клімат поселення | Клімат поселення | Клімат поселення | Клімат поселення |
| Показник                                      | Січ.             | Лют.             | Бер.             | Квіт.            | Трав.            | Черв.            | Лип.             | Серп.            | Вер.             | Жовт.            | Лист.            | Груд.            |                  |
| Середній максимум, °C                         | 12,98            | 15,55            | 19,24            | 25,36            | 30,02            | 34,53            | 35,65            | 34,14            | 30,19            | 25,00            | 19,06            | 12,92            |                  |
| Середня температура, °C                       | 4,74             | 7,31             | 11,01            | 17,11            | 21,79            | 26,29            | 29,32            | 27,81            | 23,84            | 18,66            | 12,72            | 6,56             |                  |
| Середній мінімум, °C                          | −3,52            | −0,94            | 2,75             | 8,87             | 13,53            | 18,04            | 22,98            | 21,48            | 17,51            | 12,32            | 6,38             | 0,22             |                  |
| Норма опадів, мм                              | 42               | 38               | 43               | 28               | 19               | 4                | 1                | 1                | 2                | 18               | 28               | 41               |                  |
| Середньомісячна швидкість вітру, м/с          | 1.98             | 2.31             | 3.05             | 3.26             | 3.28             | 3.11             | 3.29             | 3.03             | 2.50             | 2.44             | 2.06             | 2.09             |                  |
| Середньомісячна сонячна радіація, кДж/м²·день | 9100             | 11904            | 14530            | 18126            | 21999            | 25901            | 25027            | 23193            | 20026            | 14788            | 10903            | 8683             |                  |
| --------------------------------------------- | ---------------- | ---------------- | ---------------- | ---------------- | ---------------- | ---------------- | ---------------- | ---------------- | ---------------- | ---------------- | ---------------- | ---------------- | ---------------- |
| Джерело:                                      |                  |                  |                  |                  |                  |                  |                  |                  |                  |                  |                  |                  |                  |